# Longshan, Xiangxi
Longshan, tidigare romaniserat Lungshan, är ett härad som är beläget i den autonoma prefekturen Xiangxi för tujia- och miao-folken i Hunan-provinsen i södra Kina. Det ligger omkring 360 kilometer väster om provinshuvudstaden Changsha.